# 毛鳳朝
毛鳳朝（琉球語：／ ；1556年—1632年），和名讀谷山親方盛韶（琉球語：〔〕／ ），是琉球第二尚氏王朝時期政治人物。
毛鳳朝是毛氏富川殿內第五世當主，在《喜安日記》中以「江洲榮真」的名字登場。1609年薩摩藩入侵琉球期間，毛鳳朝署理御鎖側官，隨菊隱前去運天港，與薩摩軍隊展開談判。薩摩軍隊攻至那霸港時，隨攝政尚宏（具志頭王子朝盛）再次同薩摩軍談判。琉球戰敗後，主戰派的三司官鄭迵（謝名親方利山）、向里瑞（浦添親方朝師）都遭罷免官職。
毛鳳朝同尚寧王等人一起被擄到薩摩藩。離開那霸港前，尚寧王情緒十分低落，毛鳳朝多次進行勸慰。到達薩摩藩後，1611年毛鳳朝歸國，島津忠恒賜予毛鳳朝腰刀。被授予紫冠冠位，取代鄭迵成為三司官。
全興盛（津堅親雲上盛則）由於善於騎馬和武術而受到薩摩藩藩主島津忠恒的讚賞。全興盛因此在琉球仗勢欺人，要求毛鳳朝上書尚寧王，授予他津堅島為采地，毛鳳朝以自古以來從來沒有授予一整個島嶼為采地為由，嚴詞拒絕了這個要求。全興盛因此懷恨在心。1616年，尚寧王令全興盛、向德深（越來親方朝首）開濬田場港。毛鳳朝的長子毛振薇（上江洲親雲上盛相）擔任具志川間切假地頭職，也奉命參與了這件事。毛振薇因身體不適回家養病，全興盛便斥責他不勤王事。毛振薇被迫辭去地頭職。全興盛又以懈怠王事為由彈劾毛鳳朝父子二人，使得毛鳳朝被罷官貶為末吉邑平民、毛振薇流放粟國島。此時驚動了薩摩藩，島津忠恒派遣平田大久房、猿渡新助二人來到琉球調查此事，並讓毛鳳朝、全興盛二人來到薩摩藩親自詢問，方知毛鳳朝是被誣告，官復原職。
1620年，尚寧王逝世。因尚寧王無子，而所過繼的世子尚恭年幼，因此毛鳳朝提議讓尚恭的生父尚豐繼位，並由自己一人獨自頂著薩摩藩的壓力，前往薩摩藩告知此事。翌年，薩摩藩承認了尚豐王的王位，派川崎駿河隨毛鳳朝來到琉球，進香於尚寧王，慶祝尚豐王登基。
1622年，毛鳳朝被尚豐王賜與紫地五色浮織冠。翌年致仕，獲賜知行高三百斛和讀谷山間切地頭。

## 腳註
1. ↑  《喜安日記 的存檔，存档日期2012-07-07.》，第8頁。
2. ↑  .   [2012-08-19]. （原始内容存档于2008-06-30）.
3. ↑  http://www.tulips.tsukuba.ac.jp/limedio/dlam/B1241188/1/vol05/syuri/177.htm%5B%5D